# Lion’s Share
Lion’s Share — шведская рок-группа из Сундсвалля, играющая традиционный хэви-метал. Была основана в 1987 году. Дискография группы насчитывает 6 полноформатных альбомов.

## История
Группа была образована в шведском городе Сундсвалль в 1987 году. В 1988 коллектив выпустил свой первый сингл «Ghost Town Queen».
В 1995 году музыканты записали и издали за свой счет дебютный демоальбом, который привлек внимание звукозаписывающей компании Century Media, заключившей с группой контракт. На этот момент участниками группы были вокалист Энди Энгберг, гитарист Ларс Крисс, клавишник Кай Баклунд, барабанщик Йохан Колеберг и басист Ади Лоос, которого вскоре сменил Понтус Эгберг. Компания переиздала дебютный альбом Lion’s Share и выпустила второй, получивший название Two. Бэк-вокал для первых двух альбомов записал Матс Левен, который позднее получил широкую известность как вокалист Therion и Candlemass.
Вскоре после выхода второго альбома, группа прекратила сотрудничество с Century Media и заключила контракт с Massacre Records. В 1999 году вышел третий альбом Fall from Grace, после которого произошли изменения в составе. На место вокалиста пришел Тони Нива, а новым клавишником стал Матс Олауссон. В обновленном составе группа выпустила альбом Entrance в 2001 году.
После продолжительного затишья, Lion’s Share выпустили свой пятый альбом Emotional Coma в 2007 году на лейбле AFM Records. В качестве приглашенных музыкантов, в записи альбома приняли участие Глен Дровер из Megadeth, бывший гитарист Kiss Брюс Кулик и уже работавший с группой в 90-х Матс Левен. Состав группы претерпел значительные изменения. Новым вокалистом стал Нильс Патрик Йоханссон, басистом Сампо Аксельссон, а барабанщиком Рикард Эвансанд. В том же году группа выступила на фестивале Manowar Magic Circle Festival.
В 2009 году группа выпустила шестой полноформатный альбом Dark Hours на лейбле Blistering Records.

## Дискография

### Студийные Альбомы
- 1995 — Sins of a Father (демо)
- 1995 — Lion’s Share
- 1996 — Two
- 1999 — Fall from Grace
- 2000 — Perspective (сборник)
- 2001 — Entrance
- 2007 — Emotional Coma
- 2009 — Dark Hours

### EP
- 2018 — EP

### Синглы
- 1988 — Ghost Town Queen
- 1997 — Flash in the Night
- 2019 — Chain Child
- 2019 — We Are What We Are
- 2019 — Pentagram
- 2020 — Aim Higher
- 2021 — Under Attack
- 2021 — Youphoria